# Rostjuveltrast
Rostjuveltrast (Hydrornis oatesi) är en fågel i familjen juveltrastar inom ordningen tättingar.

## Utseende och läte
Rostjuveltrasten är en relativt färglös medlem av familjen, men ändå vackert tecknad. Ovansidan är alggrön, undersidan jordbrun med mjukt orangefärgad nacke och ett tunt streck bakom ögat. Honan är mattare i färgen än honan. Lätet är ett upprepat explosivt "chom-WIT!".

## Utbredning och systematik
Rostjuveltrasten beskrevs först av amatörornitologen Allan Octavian Hume 1873. Den förekommer i Kina, Laos, Malaysia, Myanmar, Thailand och Vietnam. Dess naturliga miljö är fuktiga subtropiska och tropiska skogsområden och bambuskogar. Den hittas vanligen på över 800 meters höjd över havet.
Rostjuveltrast delas för närvarande i fyra underarter med följande utbredning:
- Hydrornis oatesi oatesi – Myanmar, nordöstra Laos och sydvästra Thailand
- Hydrornis oatesi castaneiceps – södra Kina (södra Yunnan) till centrala Laos och i nordvästra Vietnam
- Hydrornis oatesi bolovenensis – södra Laos och södra Annam
- Hydrornis oatesi deborah – södra Malackahalvön

## Levnadssätt
Denna art föredrar djupa och tätt bevuxna raviner. Liksom andra juveltrastar är den skygg och svår att få syn på där den hoppar fram på marken på jakt efter ryggradslösa djur.

## Status och hot
Arten har ett stort utbredningsområde men tros minska i antal till följd av habitatförstörelse, dock inte tillräckligt kraftigt för att den ska betraktas som hotad. Internationella naturvårdsunionen IUCN listar därför arten som livskraftig (LC).

## Namn
Fågelns vetenskapliga artnamn hedrar den brittiske naturforskaren Eugene William Oates (1845-1911).